# عبدالرحمن الغامدی (بازیکن فوتبال، زاده ۱۹۹۴)
عبدالرحمن الغامدی (عربی: عبدالرحمن كامل عبدالله الغامدي؛ زادهٔ ۱ نوامبر ۱۹۹۴) یک ورزشکار اهل عربستان سعودی است.
از باشگاه‌هایی که در آن بازی کرده‌است می‌توان به باشگاه فوتبال الاتحاد و تیم ملی فوتبال عربستان سعودی اشاره کرد.
وی همچنین در تیم‌های ملی فوتبال Saudi Arabia U23 عربستان سعودی بازی کرده است.